# فهرست آثار درباره احمد شاملو
کار و زندگی احمد شاملو، سخنور ایرانی، موضوع آثار فراوانی بوده‌است. برگزیده‌ای از شناخته‌ترین‌های این‌ها اینجا فهرست می‌شود.
کتابشناسی
شاملو در ۱۶ نگاه، شیرزادی، فرزام، نشر افراز، ۱۳۸۹

## کتاب
- آزاد، پیمان. در حسرت پرواز: حکایت نفس در شعر شاملو و سپهری، تهران: هیرمند.
- اخوان لنگرودی، مهدی. یک هفته با شاملو، تهران: مروارید، ۱۳۷۲.
- ارجمند، بهمن. لعنت جاودانه، تهران: آشنا، ۱۳۷۹.
- بقایی، محمد. شاملو و عالم معنا، تهران: مروارید، ۱۳۸۶.
- ع. پاشایی. احمد شاملو از زخم قلب…  (گزیده شعرها و خوانش شعر)، تهران: نشر چشمه، ۱۳۷۳.
- ع. پاشایی. انگشت و ماه، تهران: نگاه، ۱۳۷۷.
- ع. پاشایی. نام همه شعرهای تو، تهران: ثالث، ۱۳۷۸.
- پورعظیمی، سعید. بام بلند هم‌چراغی (با آیدا دربارۀ احمد شاملو)، تهران: نشر نو، ۱۳۹۹.
- پورعظیمی، سعید. من بامدادم سرانجام (یادنامۀ احمد شاملو)، تهران: نشر نو، ۱۳۹۹.
- پورنامداریان، تقی. سفر در مه: تأملی در شعر احمد شاملو، تهران: ۲۵۳۷.
- ترابی، ضیاءالدین. بامدادی دیگر، تهران: نشر افراز، ۱۳۸۷.
- جلالی، بهروز. قناری به روایت سوم، تهران: روزگار، ۱۳۸۱.
- حقوقی، محمد. شعر زمان ما، انتشارات نگاه.
- دستغیب، عبدالعلی. نقد آثار احمد شاملو، تهران: چاپار، ۱۳۵۲.
- رونق، محمدعلی. شاملوشناسی: تقریباً همه چیز درباره‌ی احمد شاملو. تهران: انتشارات مازیار. ۱۳۸۹.
- سرکیسیان، آیدا. بامداد همیشه (یادنامهٔ احمد شاملو)، تهران: نگاه.
- سلاجقه، پروین. امیرزادهٔ کاشی‌ها، تهران: مروارید، ۱۳۸۴.
- شاملو، سیروس. چو روح آب (خوانشی بر آفرینه‌های احمد شاملو)، تهران، نشر هنر پارینه، 1379.
- شاملو، سیروس. حدسی بر حدیث بی قراری (بحثی چون دشنه در دیس). نشر آلفابت ماکسیما. سوئد[۱]
- شهرجردی، پرهام. ادیسهٔ بامداد، تهران: انتشارات کاروان، ۱۳۸۱.
- صاحب اختیاری، بهروز و حمیدرضا باقرزاده. احمد شاملو شاعر شبانه‌ها و عاشقانه‌ها، تهران: هیرمند.
- فرخزاد، پوران. مسیح مادر، تهران: ایران‌جام، ۱۳۸۳.
- فلکی، محمود. نگاهی به شعر شاملو، تهران: مروارید، ۱۳۸۰.
- مجابی، جواد. آینه بامداد: طنز و حماسه در آثار شاملو، تهران: فصل سبز، ۱۳۸۰.
- مجابی، جواد. شناخت‌نامهٔ احمد شاملو، تهران: قطره ۱۳۷۷.
- مظفّری ساوجی، مهدی. از بامداد (گفت‌وگوهایی پیرامون زندگی و آثار شاملو)، تهران، انتشارات مروارید، ۱۳۸۶.

این کتاب مجموعه گفت‌وگوهای مهدی مظفّری ساوجی با هنرمندان و اهل قلم دربارهٔ احمد شاملو را دربرمی‌گیرد. مظفّری ساوجی در این کتاب با منوچهر آتشی، آیدین آغداشلو، سیمین بهبهانی، احمد پوری، بهاءالدین خرمشاهی، ایران درودی، فریدون شهبازیان، عمران صلاحی، ایرج کابلی، مرتضی کاخی، مسعود کیمیایی، مرتضی ممیز، ضیاء موحد و حافظ موسوی دربارهٔ زندگی و آثار شاملو گفت‌وگو کرده است. کتاب در ۶۲۴ صفحه به چاپ رسیده است.
- نوری‌زاد، محمدحسین. چهار افسانه شاملو، تهران: دنیای نو، ۱۳۸۰.
- نیکبخت محمود. از اندیشه تا شعر (مشکل شاملو در شعر)، اصفهان: هشت‌بهشت، ۱۳۷۴.

و آثاری که در بخش‌هایی از آن به شاملو پرداخته‌اند:
- براهنی، رضا. طلا در مس، تهران: ناشر مؤلف، ۱۳۷۱.
- زرین‌کوب، حمید. چشم‌انداز شعر نو فارسی، تهران: توس، ۱۳۵۸.
- شفیعی کدکنی، محمدرضا. ادوار شعر فارسی، تهران: توس، ۱۳۵۹.
- شفیعی کدکنی، محمدرضا. موسیقی شعر، تهران: آگاه، ۱۳۶۸.
- شمس لنگرودی، محمد. تاریخ تحلیلی شعر نو، تهران: مرکز، ۱۳۷۰.
- شیرزادی، فرزام، شاملو در ۱۶ نگاه، تهران: انتشارات افراز، ۱۳۸۹.
- فلکی، محمود. موسیقی در شعر سپید فارسی، تهران: نشر دیگر، ۱۳۸۰.
- مختاری، محمد. انسان در شعر معاصر، تهران: توس، ۱۳۷۱.
- مظفّری ساوجی، مهدی، گفت‌وگو با نجف دریابندری، تهران، مروارید، ۱۳۸۸.
- مظفّری ساوجی، مهدی، سبز و بنفش و نارنجی، گفت‌وگو با سیمین بهبهانی، تهران، نگاه، ۱۳۹۳.
- مظفّری ساوجی، مهدی، غزل اجتماعی معاصر، (دورۀ چهار جلدی)، تهران، دیدآور، ۱۴۰۱.
- مظفّری ساوجی، مهدی، پنهان در آینه، گفت‌وگو با ضیاء موحّد، تهران، هرمس، ۱۴۰۲.
- مظفّری ساوجی، مهدی، متافیزیک شعر، (دورۀ ۳ جلدی)، تهران، دیدآور، ۱۴۰۲.
- مظفّری ساوجی، مهدی، نقّاشی با نور، گفت‌وگو با ایران درودی دربارۀ نیما یوشیج، احمد شاملو، مهدی اخوان ثالث، فروغ فرخزاد و سهراب سپهری، تهران، دیدآور، ۱۴۰۲.

## مقالات و ویژه‌نامه‌ها
- ماهنامهٔ اندیشه و هنر، ویژهٔ ا. بامداد، به سردبیری و مدیریت دکتر ناصر وثوقی. دورهٔ پنجم، شمارهٔ ۲، فروردین ۱۳۴۳.
- هفته‌نامه رستاخیز جوانان، زیر نظر حسین سرفراز، شماره ۱۵۱، ۳۱ تیر ۱۳۵۷.
- بولتن تلویزیون ما، زیر نظر پریسا ساعد، شماره ۱، ۲۵ اردیبهشت ۱۳۶۹، چاپ کالیفرنیا.
- مجلهٔ زمانه، مدیر و سردبیر: خسرو قدیری، شماره ۱، مهرماه ۱۳۷۰، سن هوزه، کالیفرنیا.
- هفته‌نامه رویش، سال اول، شماره ۶، آذرماه ۱۳۷۴، چاپ اونتاریو (کانادا).
- ماهنامه دفتر هنر، صاحب امتیاز و سردبیر بیژن اسدی پور، سال چهارم، شماره ۸ و ۹، مهر و اسفند ۱۳۷۶، نیوجرسی (آمریکا).
- هفته‌نامه ساحل، ویژه کوچ شاعرانه احمد شاملو، چهارشنبه ۵ مرداد ماه ۱۳۷۹.
- ماهنامه نافه، صاحب‌امتیاز و مدیر مسئول: ناهید توسلی، سال اول، شماره ۳ و ۴، مرداد و شهریور ۱۳۷۹.
- ماهنامه تصویر، صاحب‌امتیاز و مدیر مسئول: سیف‌الله صمدیان، شماره ۳۲ تابستان ۱۳۷۹.
- دوماهنامه آفتاب، مدیر مسئول: عباس شکری، شماره ۴۳ و ۴۴، مهرماه ۱۳۷۹، چاپ اسلو (نروژ).
- ایرانشهر، تک‌شماره، بنیانگذار: بیژن خلیلی، آبان ماه ۱۳۷۹.
- ماهنامه کلک، صاحب‌امتیاز و مدیر مسئول: میرکسرا حاج‌سیدجوادی، «ویژه انقلاب مشروطیت- یادواره احمد شاملو»، شماره ۱۲۰–۱۱۷، آذرماه ۱۳۷۹.
- دو ماهنامه پایاب، شماره ۳، آبان ۱۳۷۹.
- ماهنامه دنیای سخن، ویژه احمد شاملو، هوشنگ گلشیری و نصرت رحمانی، سال شانزدهم، شماره ۹۱، پاییز ۱۳۷۹.
- چنین گوید بامداد شاعر (ویژه‌نامه بامداد به یاد احمد شاملو)، آرش، سوئد، پاییز ۱۳۷۹.
- فصل‌نامه گوهران، شماره ۹ و ۱۰، پاییز و زمستان ۱۳۸۴.
- فرشته ای در خانه، نوشته منصوره اشرافی،  نگاهی به زن در عاشقانه‌های احمد شاملو، نشر شور آفرین ۱۳۹۴
- مجلهٔ شاج زیتون(سردبیر: سیروس شاملو؛ صاحب امتیاز و مدیرمسئول: نوشاد رضایی). گفتگوی احمد شاملو، شاعر آزادی و تعهد. شمارهٔ چهارم. مردادماه 1396

## تصویری
- فیلم Ahmad Shamlou: Master Poet of Liberty ساخته مسلم منصوری (۱۹۹۹)
- احمد شاملو به روایت تصویر، کارگردان رضا علیپور متعلم، تصویر دنیای هنر
- پرواز در دایرهٔ حضور
- قدّیس
- در آستانهٔ بامداد

## ترجمه آثار به زبان‌های دیگر

تصویر روی جلد سرودهایی در عشق و امید، فرانسوی

- ۱۳۵۸ ترجمه فرانسه کاشفان فروتن شوکران ترجمه احمد کامیابی مسک، چاپ انجمن فرهنگی ایران و فرانسه، تهران.
- ۱۳۶۴ ترجمه فرانسه «هفت شعر» با معرفی شاملو، ترجمه احمد کامیابی مسک، مجلة کاراکتر شماره ۳۳–۳۱، پاریس.
- ۱۳۶۶ ترجمهٔ ژاپنی ابراهیم در آتش به ترجمهٔ شوکو یاناگا در مجلهٔ (توکیو، مؤسسهٔ مطالعهٔ زبان‌ها و فرهنگ‌های آسیا وILCAA آفریقا).
- ۱۳۷۱ منتخبی از ۴۲ شعر به زبان ارمنی با نام من دردِ مشترکم در ایروان با ترجمهٔ نُروان. ناشر: کانون فیلم ارمنستان.
- ۱۳۷۱ منتخبی از ۱۹ شعر به زبان سوئدی و فارسی با نام عشق عمومیAllom Fattande Karlik در استکهلم سوئد به ترجمهٔ آذر محلوجیان. Azar Mahloujian ناشرانتشارات آرش.
- ۱۳۷۱ منتخبی از ۱۹ شعر به زبان فرانسه و فارسی با نام سرودهای در عشق و امید Hymnes damour et despoir فرانسه به ترجمهٔ پرویز خضرایی: Ahmad Shamlou Version Française, Parviz Khazrai ناشر.Orphe La Différence
- ۱۳۷۱ منتخبی از ۶ شعر به زبان اسپانیایی با نام (Aurora) بامداد در مادرید، به ترجمهٔ کلارا خانِس Clara Janes شاعر اسپانیایی.
- ۱۳۷۳ منتخبی از اشعار شاملو توسط جاوید مقدس صدقیانی به زبان ترکی استانبولی ترجمه گردیده و توسط انتشارات YKY در ترکیه چاپ شده‌است.
- ۱۳۷۷ منتخبی از ۲۸ شعر به سوئدی: Baran Forlag Stockjolm, Dikter om Natten (شعرهای شبانه) ترجمهٔ سعید مقدم و جان کرلسون Orers: Janne Carlsson & Said Moghadam
- ۱۳۷۸ منتخبی از ۳۲ شعر شاملو به سوئدی borlom karleken در ۸۵ صفحه Baran Forlag Stockholm 1999 i tolking av: Janne Carlsson & Said Moghadam
- ۱۳۷۸ منتخبی از ۲۷ شعر به سوئدی ترجمهٔ آذر محلوجیان OM jag vore vatten Azar Mahloujian
- ۱۳۷۹ منتخبی از اشعار به ترجمه فرانسوی احمد کامیابی مسک: Choix de poèmes, Ahmad Châmlou, tr. Ahmad Kamyabi Mask. Paris: A. Kamyabi Mask, 2000. ISBN 9782910337070
- ۱۳۷۹ منتخبی از شعرهای Nima Yushij , Sohrab Sepehri , Ahmad Shamlu به زبان اسپانیایی
- Tres poetas persas contemporáneos ناشر Icaria Poesía Traducción de Clara Janes, Sahan y Ahmad Taheri. 2000edición, abril
- ۲۰۰۲ منتخبی از شعرهای احمد شاملو به نام Blaues Lied (ترانه آبی)، ترجمهFarhad Showghi، ۱۳۱ صفحه، به همراه سی‌دی.
- ۲۰۰۸ گزینه ۱۳۵ شعر شاملو با نام هوای تازه، به زبان ارمنی، ترجمه ادوارد حق‌وردیان، Modern Persian Poetry Yerevan, Edit Print, 348 pages.
- ۲۰۱۰ منتخبی از شعرهای احمد شاملو به نامOpstandige Dauw (آشوب شبنم)، فارسی-هلندی، ترجمه شاهرخ حشمت‌منش.

## ویژه‌نامه‌ها
- ماهنامهٔ اندیشه و هنر ویژهٔ ا. بامداد به سردبیری و مدیریت دکتر ناصر وثوقی. ۱۳۴۳
- مجلهٔ زمانه شمارهٔ اول به شاملو اختصاص دارد. (در سن هوزه، کالیفرنیا). ۱۳۷۰
- دفتر هنر، ویژهٔ احمد شاملو، سال چهارم، شماره ۸، مهرماه. در آمریکا. صاحب امتیاز و سردبیر بیژن اسدی پور، در.USA, NJ، ۱۳۷۶
- دفتر هنر، ویژهٔ تقی مدرسی و احمد شاملو، سال چهارم، شماره ۹، اسفند. ۱۳۷۶. در آمریکا. صاحب امتیاز و سردبیر بیژن اسدی پور. در USA, NJ
- پایاب، دو ماهنامهٔ فرهنگ، هنر، ادبیات، شماره ۳ آبان ۱۳۷۹ ویژه احمد شاملو

## فیلم

### احمد شاملو: بزرگ شاعر آزادی
این فیلم به کارگردانیِ مسلم منصوری و تهیه‌کنندگیِ بهمن مقصودلو و با حضورِ بهرام بیضایی و ناصر تقوایی و محمود دولت‌آبادی و شاملو و همسرش ساخته شده است.

### قدّیس
سازندهٔ این فیلم حسین لامعی است.